# Guerra de Laponia
La guerra de Laponia (en finés: Lapin sota; en sueco: Lapplandskriget; en alemán: Lapplandkrieg) fue un conflicto armado que se libró entre Finlandia y la Alemania nazi de manera efectiva de septiembre a noviembre de 1944 en Laponia, la región más septentrional de Finlandia, durante la Segunda Guerra Mundial. Aunque los finlandeses y los alemanes habían estado luchando juntos contra la Unión Soviética (URSS) desde 1941 durante la Guerra de Continuación, la ofensiva soviética de Víborg-Petrozavodsk en verano de 1944 obligó al Gobierno finlandés a negociar un acuerdo de paz por separado. El Armisticio de Moscú exigió a Finlandia romper los lazos diplomáticos con Alemania y expulsar o desarmar a los soldados alemanes que permanecieran en Finlandia después del 15 de septiembre de 1944.
La Wehrmacht había anticipado el giro de los acontecimientos y planeó una retirada organizada a la Noruega ocupada por los alemanes llamada Operación Birke. A pesar de una fallida operación de aterrizaje ofensivo por parte de Alemania en el Golfo de Finlandia, la evacuación se desarrolló de manera pacífica al principio. Los finlandeses intensificaron la situación a una guerra el 28 de septiembre como reacción a la presión soviética para adherirse a los términos del Armisticio. La URSS exigió al ejército finlandés que se desmovilizara al mismo tiempo que perseguía a las tropas alemanas fuera del territorio finlandés. Después de una serie de batallas menores, la guerra llegó a su fin efectivo en noviembre de 1944, cuando las tropas alemanas alcanzaron Noruega o sus alrededores y tomaron posiciones fortificadas. Los últimos soldados alemanes abandonaron Finlandia el 27 de abril de 1945 y el final de la Segunda Guerra Mundial en Europa se produjo poco después.
Los finlandeses consideraron la guerra como un conflicto separado porque las hostilidades con otras naciones habían cesado después de la Guerra de Continuación. Desde la perspectiva alemana, fue parte de las dos campañas para evacuar del norte de Finlandia y el norte de Noruega. La participación soviética en la guerra equivalía a monitorear las operaciones finlandesas, el apoyo aéreo menor, así como a invadir el noreste de Laponia durante la ofensiva Petsamo-Kirkenes. Los impactos militares fueron relativamente limitados, ya que ambas partes sufrieron alrededor de 4000 víctimas en total, aunque el retraso en aplicar las estrategias de minas terrestres y de tierra arrasadas de los alemanes devastó la Laponia finlandesa. La Wehrmacht se retiró con éxito y Finlandia mantuvo sus obligaciones bajo el Armisticio de Moscú, aunque permaneció formalmente en guerra con la URSS y el Reino Unido hasta la ratificación del Tratado de Paz de París de 1947.

## Antecedentes

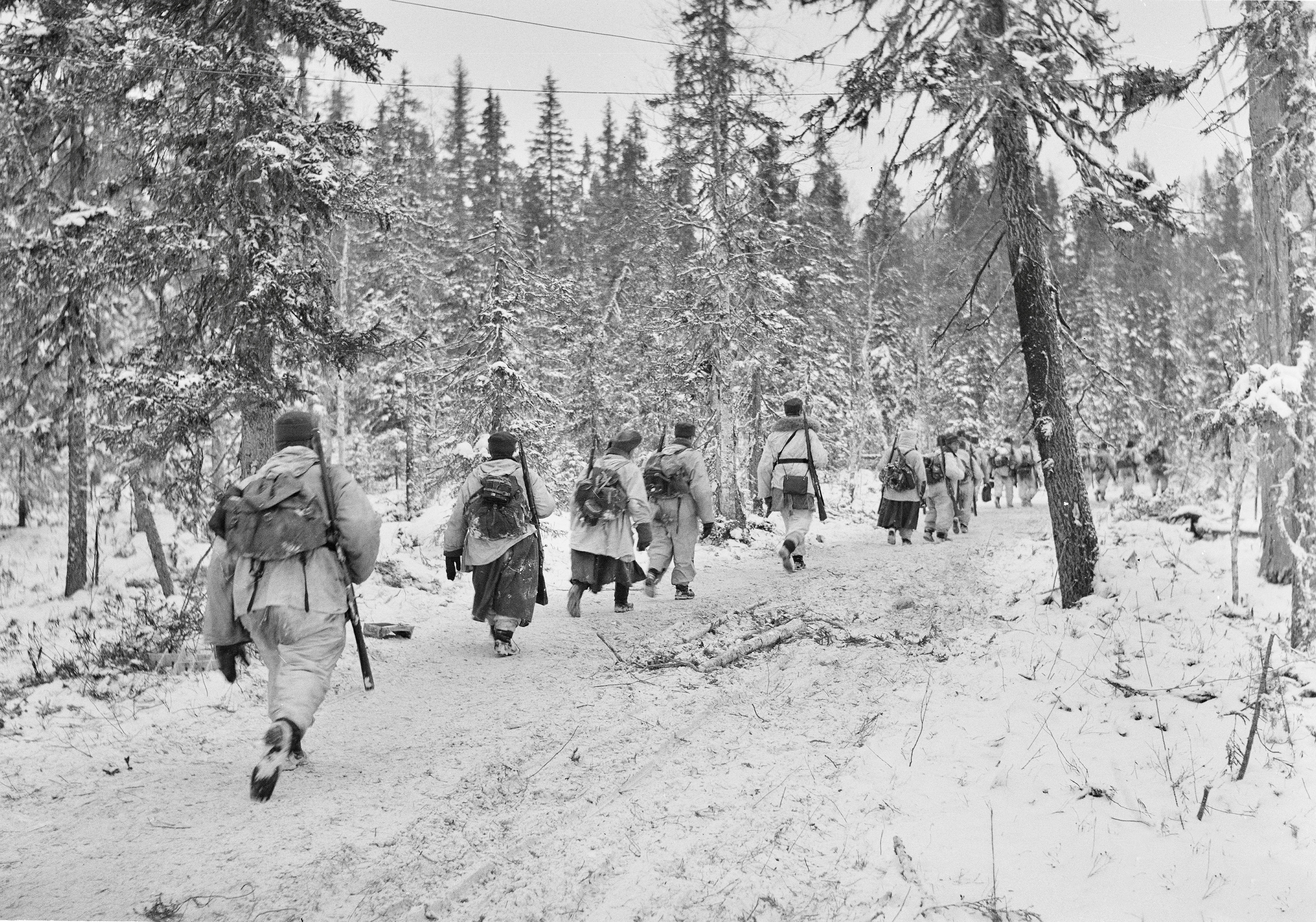
Tropas finlandesas en las inmediaciones de Kestenga (Kiestinki) marchan hacia Murmansk durante la Operación Zorro Ártico el 17 de noviembre de 1941.

Alemania y Finlandia habían estado en guerra con la Unión Soviética (URSS) desde que comenzó la Operación Barbarroja en junio de 1941, cooperando estrechamente en la Guerra de Continuación y la Operación Silberfuchs con el 20.º Ejército de Montaña alemán (en alemán: 20. Gebirgsarmee) estacionado en Laponia. Ya en el verano de 1943, el alto mando alemán Oberkommando der Wehrmacht (OKW) comenzó a planificar la eventualidad de que Finlandia pudiera negociar un acuerdo de paz por separado con la Unión Soviética. Los alemanes planearon retirar sus fuerzas hacia el norte para proteger las minas de níquel cerca de Petsamo (en ruso: Pechenga). Durante el invierno de 1943–1944, los alemanes mejoraron las carreteras desde el norte de Noruega hasta el norte de Finlandia mediante el uso extensivo de mano de obra de prisioneros de guerra en ciertas áreas.
Las bajas entre los prisioneros que trabajaban eran altas, en parte porque muchos de ellos habían sido capturados en el sur de Europa y todavía estaban en uniforme de verano. Además, los alemanes inspeccionaron posiciones defensivas y planearon evacuar la mayor cantidad de material posible de la región, y se prepararon meticulosamente para la retirada. El 9 de abril de 1944, el plan de retirada alemán fue designado como Operación Birke. En junio de 1944, los alemanes comenzaron a construir fortificaciones contra un posible avance enemigo desde el sur. La muerte en accidente del Generaloberst Eduard Dietl el 23 de junio de 1944 llevó al Generaloberst Lothar Rendulic al mando del 20.º Ejército de Montaña.
Después de la devastadora ofensiva estratégica soviética Víborg-Petrozavodsk en el sur de Finlandia de junio a julio y un cambio en el Gobierno finlandés en agosto de 1944, Finlandia negoció un acuerdo de paz por separado con la URSS. El acuerdo de alto el fuego requería que los finlandeses rompieran los lazos diplomáticos con Alemania y exigieran públicamente la retirada de todas las tropas alemanas de Finlandia antes del 15 de septiembre de 1944. Las tropas restantes después de la fecha límite debían ser expulsadas o desarmadas y entregadas a la URSS. Incluso con la operación de retirada alemana, los finlandeses estimaron que la Wehrmacht tardaría tres meses en evacuar por completo. La tarea se complicó aún más por la demanda soviética de que la mayoría de las Fuerzas de Defensa de Finlandia se desmovilizaran mientras realizaban una campaña militar contra los alemanes. Antes de decidir aceptar las demandas soviéticas, el presidente Carl Gustaf Emil Mannerheim, excomandante en jefe finlandés, escribió una carta directamente a Adolf Hitler:

Nuestros hermanos de armas alemanes permanecerán para siempre en nuestros corazones. Los alemanes en Finlandia ciertamente no eran representantes del despotismo extranjero, sino ayudantes y hermanos de armas. Pero incluso en tales casos, los extranjeros se encuentran en posiciones difíciles que requieren tal tacto. Les puedo asegurar que durante los últimos años no pasó nada que nos haya inducido a considerar a los intrusos u opresores de las tropas alemanas. Creo que la actitud del ejército alemán en el norte de Finlandia hacia la población y las autoridades locales entrará en nuestra historia como un ejemplo único de una relación correcta y cordial [...] considero que es mi deber sacar a mi pueblo de la guerra. No puedo y no volveré las armas que nos han suministrado tan liberalmente contra los alemanes. Tengo la esperanza de que usted, incluso si desaprueba mi actitud, desee y se esfuerce como yo y todos los demás finlandeses para terminar nuestras relaciones anteriores sin aumentar la gravedad de la situación.

## Fuerzas en combate

### Alemania
El 20.º Ejército de Montaña había estado luchando contra el Frente de Carelia soviético desde la Operación Barbarroja a lo largo del tramo de 700 km desde el río Oulu hasta el Océano Ártico. Ahora comprendía 214 000 soldados, una cantidad considerable de ellos bajo formaciones de las SS, al mando del Generaloberst Rendulic. El número de tropas activas disminuyó rápidamente cuando se retiraron a Noruega. El ejército tenía 32 000 caballos y mulas y 17 500-26 000 vehículos motorizados, así como un total de 180 000 toneladas en raciones, municiones y combustible para seis meses. El ejército se posicionó de la siguiente manera:
- XIX Cuerpo de Montaña (en alemán: XIX Gebirgskorps) en el extremo norte de Petsamo, junto al Océano Ártico.
- XXXVI Cuerpo de montaña en el área de Salla y Alakurtti, al este de Laponia.
- XVIII Cuerpo de Montaña estaba a cargo del flanco sur en Kestenga y Uhtua.

### Finlandia
El III Cuerpo (en finés: III armeijakunta, III AK), dirigido por el teniente general Hjalmar Siilasvuo, se desplazó gradualmente de la defensa de la Ofensiva Víborg-Petrozavodsk a la latitud de Oulu y fue reubicado por completo el 28 de septiembre. El III Cuerpo consistía en la 3.ª, 6.ª y 11.ª Divisiones, así como la División Blindada. Además, cuatro batallones anteriormente bajo el mando alemán se convirtieron en destacamentos separados. El Regimiento de Infantería 15 y el Regimiento Cazadores de Fronteras reforzaron el III Cuerpo. En total, las fuerzas terrestres finlandesas en el teatro de Laponia eran 75 000 efectivos. El número de tropas finlandesas disminuyó bruscamente cuando los alemanes se retiraron y el ejército finlandés fue desmovilizado; para diciembre de 1944 solo quedaban 12 000. Debido a esto, los soldados finlandeses eran en su mayoría reclutas, ya que los veteranos fueron trasladados lejos del frente. Por lo tanto, la última parte de la guerra se denominó la "Cruzada de los Niños" (en finés: lasten ristiretki) en Finlandia.

## Desarrollo

### Evacuación y operaciones navales en septiembre

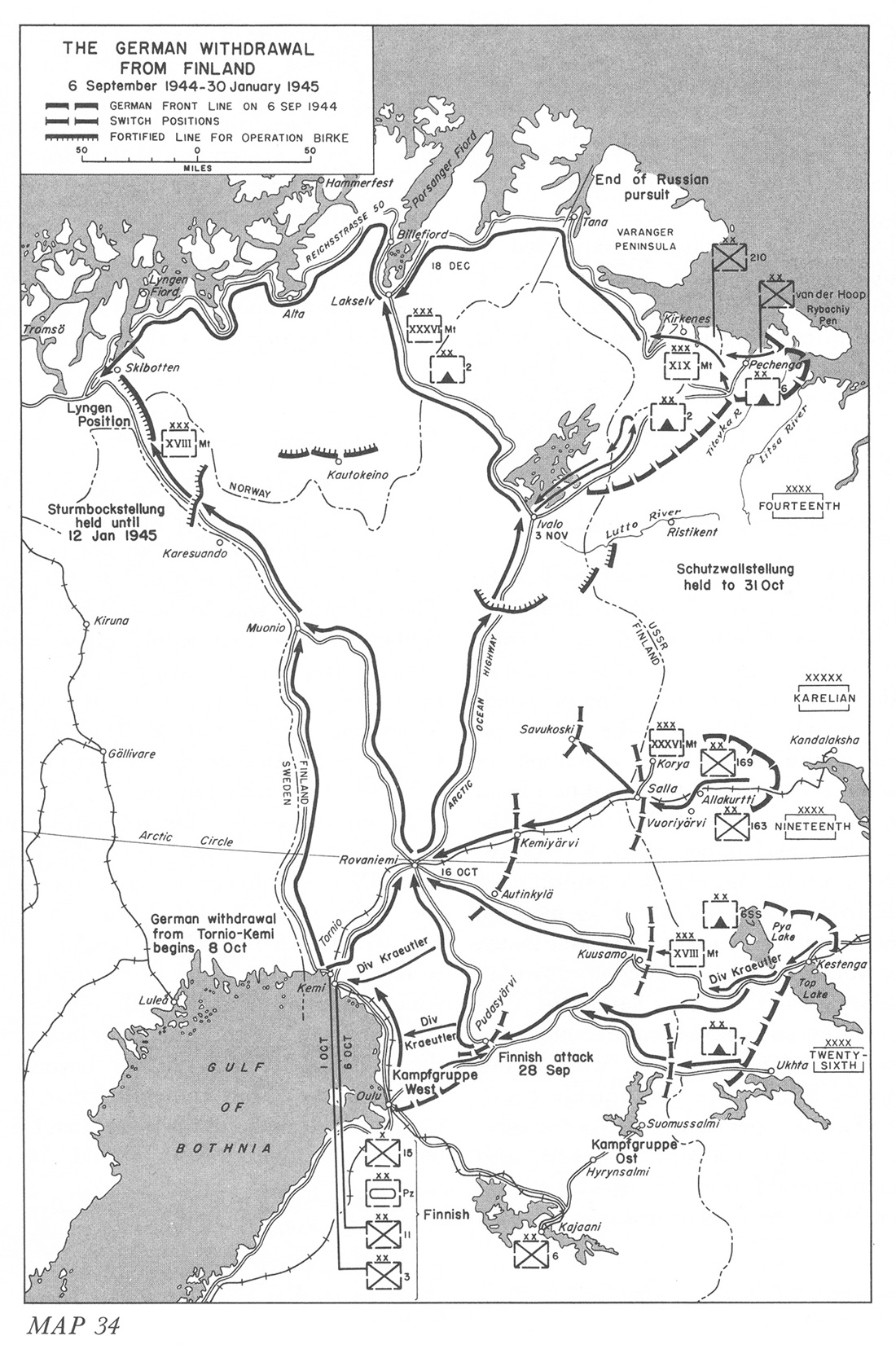
Operaciones Birke y Nordlicht, la retirada alemana de Finlandia del 6 de septiembre de 1944 al 30 de enero de 1945.

El anuncio el 2 de septiembre de 1944 del alto el fuego y el Armisticio de Moscú entre Finlandia y la Unión Soviética desencadenaron frenéticos esfuerzos por parte del 20.º Ejército de Montaña, que inmediatamente comenzó la Operación Birke. Se evacuaron grandes cantidades de material del sur de Finlandia y se establecieron castigos severos por cualquier obstáculo para la retirada. Los alemanes empezaron a apoderarse del envío finlandés. Finlandia respondió negando que los barcos navegaran de Finlandia a Alemania y casi condenó las evacuaciones de material de la Operación Birke. Así que la orden fue rescindida y luego los finlandeses, a su vez, permitieron que se utilizara el tonelaje finlandés para acelerar las evacuaciones alemanas. Las primeras minas navales alemanas se colocaron en las vías marítimas finlandesas el 14 de septiembre de 1944, supuestamente para usarlas contra la navegación soviética, aunque dado que Finlandia y Alemania aún no estaban en conflicto abierto, los alemanes advirtieron a los finlandeses de su intención.
Como los finlandeses querían impedir la devastación de su país y los alemanes deseaban evitar las hostilidades, ambas partes se esforzaron para que la evacuación se llevara a cabo de la manera más fluida posible. Para el 15 de septiembre, se había llegado a un acuerdo secreto por el cual los alemanes informarían a los finlandeses sobre su calendario de retirada, que luego permitiría a los alemanes utilizar el transporte finlandés para la evacuación, así como para destruir carreteras, ferrocarriles y puentes detrás de su retirada. En la práctica, la fricción surgió pronto tanto por la destrucción causada por los alemanes como debido a la presión ejercida sobre los finlandeses por los soviéticos.
El 15 de septiembre de 1944, la Kriegsmarine intentó apoderarse de la isla de Suursaari en la Operación Tanne Ost para asegurar rutas de transporte en el Golfo de Finlandia. La Unión Soviética envió aviones para apoyar a los defensores finlandeses y la Kriegsmarine no pudo capturar Suursaari. Después del intento de aterrizaje, un fuerte de artillería costera finlandesa en la isla de Utö impidió que los barcos alemanes que tendían redes pasaran al Mar Báltico el 15 de septiembre, ya que se les había ordenado internar a las fuerzas alemanas. El 16 de septiembre, un destacamento naval alemán, formado por el crucero alemán Prinz Eugen escoltado por cinco destructores, llegó a Utö. El crucero alemán se mantuvo fuera del alcance de los cañones finlandeses de 152 mm y amenazó con abrir fuego con su artillería. Para evitar el derramamiento de sangre, los finlandeses dejaron pasar las capas de red. En respuesta a las operaciones alemanas, Finlandia retiró inmediatamente su envío de la operación conjunta de evacuación, pero la evacuación de Laponia a Noruega progresó según lo previsto en el acuerdo secreto. El último convoy alemán partió de Kemi en el norte de Finlandia el 21 de septiembre de 1944 y fue escoltado por submarinos y, desde el sur de las islas Åland, por cruceros alemanes.

### Batallas terrestres iniciales en septiembre y octubre
La falta de agresión finlandesa no pasó desapercibida para la Comisión de Control Aliada, que controlaba la adhesión al Armisticio de Moscú, y la URSS amenazó con ocupar Finlandia si no se cumplían los términos de expulsión o desarme de los alemanes. Por lo tanto, el teniente general Siilasvuo ordenó al III Cuerpo que atacara. Las primeras hostilidades entre el ejército finlandés y el 20.º Ejército de Montaña en Laponia tuvieron lugar a 20 km al suroeste de Pudasjärvi, alrededor de las 8 de la mañana del 28 de septiembre de 1944, cuando las avanzadas finlandesas exigieron por primera vez la rendición y luego abrieron fuego contra un pequeño contingente alemán de retaguardia. Esto tomó a los alemanes por sorpresa, ya que los finlandeses habían acordado previamente advertirles si se veían obligados a tomar medidas hostiles contra ellos. Después del incidente, se restableció el contacto parcial. Los alemanes les dijeron a los finlandeses que no tenían interés en luchar contra ellos, pero que no se rendirían. El siguiente incidente se produjo el 29 de septiembre en un puente que cruza el río Olhava entre Kemi y Oulu. Las tropas finlandesas, a quienes se les había ordenado que tomaran el puente intacto, intentaban desarmar los explosivos aparejados en el puente cuando los alemanes los detonaron, demoliendo el puente y matando, entre otros, al comandante de la compañía finlandesa. El 30 de septiembre, los finlandeses intentaron rodear a los alemanes en Pudasjärvi en un cerco (llamado motti en finés, que originalmente significaba 1 m³ de leña) con movimientos de flanqueo a través de los bosques y lograron cortar el camino que llevaba al norte. Para entonces, sin embargo, la mayor parte de la fuerza alemana en Pudasjärvi ya se había ido, dejando solo un pequeño destacamento que, después de advertir a los finlandeses, hizo explotar un vertedero de municiones.
Los arriesgados desembarcos para la Batalla de Tornio, en la frontera con Suecia al lado del Golfo de Botnia, comenzaron el 30 de septiembre de 1944 cuando tres barcos de transporte finlandeses (SS Norma, SS Fritz S y SS Hesperus) partieron de Oulu hacia Tornio sin escolta naval o aérea. Llegaron el 1 de octubre y desembarcaron sus tropas sin ninguna interferencia. El desembarco se había planeado originalmente como una incursión de distracción, con el asalto principal en Kemi, donde el Destacamento Pennanen (en finés: Osasto Pennanen) del tamaño del batallón finlandés ya tenía el control de importantes instalaciones industriales en la isla de Ajos. Varios factores, incluida una guarnición alemana más fuerte de lo esperado en Kemi, ya alertados por los ataques locales, hicieron que los finlandeses cambiaran el objetivo a Röyttä, el puerto exterior de Tornio. Los finlandeses desembarcaron inicialmente el Regimiento de Infantería 11 (en finés: Jalkaväkirykmentti 11) de la 3.ª División, que, junto con un levantamiento liderado por la Guardia Cívica en Tornio, logró asegurar el puerto y la mayor parte de la ciudad, así como los puentes sobre el río Tornio. El ataque finlandés pronto se estancó debido a la desorganización causada en parte por el alcohol saqueado de los depósitos de suministros alemanes, así como por el endurecimiento de la resistencia alemana. Durante la batalla que siguió, el Divisionsgruppe Kräutler alemán, un regimiento reforzado, llevó a cabo varios contraataques para recuperar la ciudad, ya que formaba un importante enlace de transporte entre las dos carreteras paralelas a los ríos Kemi y Tornio. Según lo ordenado por el Generaloberst Rendulic, los alemanes tomaron 262 rehenes civiles finlandeses en un intento de intercambiarlos por soldados capturados. Los finlandeses se negaron y los civiles fueron puestos en libertad más tarde el 12 de octubre.

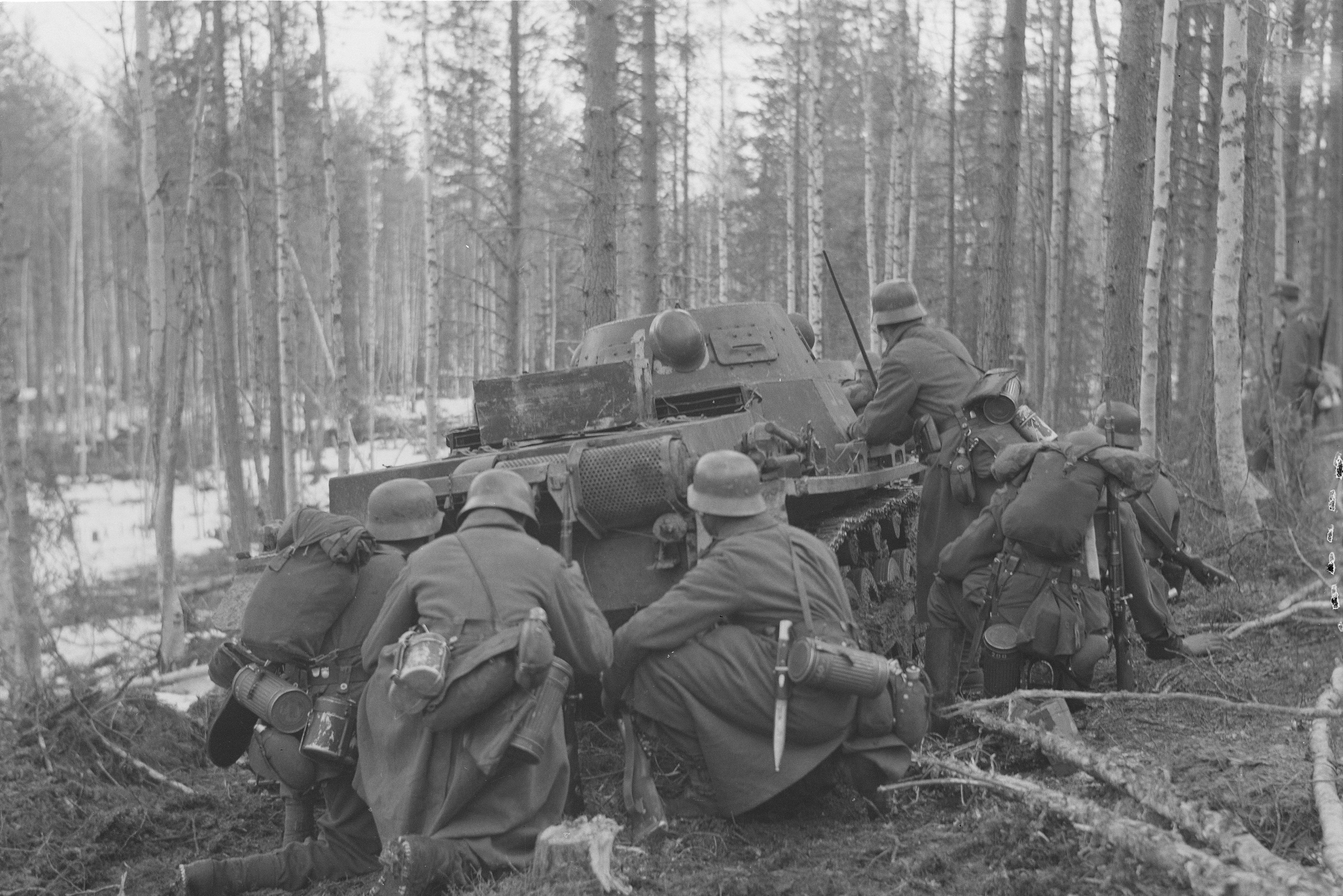
Gebirgsjäger del XVIII Cuerpo de Montaña atacando detrás de la cobertura de tanques en 1942, cuando Finlandia y Alemania todavía estaban en guerra con la Unión Soviética.

Una segunda ola de cuatro barcos finlandeses llegó el 2 de octubre, y una tercera ola, tres barcos fuertes y con escoltas de combate Brewster F2A desembarcó a sus tropas con solo un solo barco que sufrió daños leves por los bombarderos en picado Stuka alemanes. El 4 de octubre, el mal tiempo impidió que la cobertura aérea finlandesa llegara a Tornio, dejando vulnerable la cuarta oleada de desembarco. Los bombarderos Stuka lograron varios impactos y hundieron el SS Bore IX y el SS Maininki junto al muelle. La quinta oleada del 5 de octubre sufrió solo daños ligeros de metralla a pesar de haber sido bombardeados desde la costa y desde el aire. Las lanchas cañoneras de la Marina finlandesa Hämeenmaa, Uusimaa y las patrulleras de clase VMV 15 y 16 llegaron con la sexta oleada justo a tiempo para presenciar a los bombarderos alemanes Focke-Wulf Fw 200 Condor atacando en Tornio con bombas de planeo Henschel Hs 293 sin resultados. La llegada de los activos navales permitió a los finlandeses desembarcar con seguridad equipo pesado de apoyo y alrededor de 12 500 soldados en total llegaron durante los desembarcos. Las fuerzas alemanas fueron reforzadas por la 2.ª Compañía de la Sección 211 de tanques, dos batallones de infantería y la Brigada de esquiadores MG-Finnland. El regimiento de infantería finlandés 11 se reforzó con los regimientos de infantería 50 y 53. Los finlandeses contuvieron los contraataques alemanes durante una semana hasta el 8 de octubre, cuando los alemanes se retiraron de Tornio. Mientras tanto, las tropas finlandesas avanzaban por tierra desde Oulu hacia Kemi, con la 15.ª Brigada avanzando lentamente contra la escasa resistencia alemana. Su avance se vio obstaculizado por la destrucción de carreteras y puentes al retirarse los alemanes, así como por la falta de motivación tanto en las tropas finlandesas como en sus jefes. Los finlandeses atacaron Kemi el 7 de octubre, intentando rodear a los alemanes en un motti con un ataque frontal de la 15.ª Brigada y un ataque desde la retaguardia del destacamento Pennanen. La fuerte resistencia alemana, los civiles presentes en la zona y el alcohol saqueado impidieron que los finlandeses atraparan por completo a todos los alemanes. Aunque las fuerzas finlandesas tomaron varios cientos de prisioneros, no pudieron evitar que los alemanes demolieran los puentes sobre el río Kemi una vez que comenzaron a retirarse el 8 de octubre.
Desde el comienzo de la guerra, los alemanes habían destruido y minado sistemáticamente las carreteras y puentes a medida que se retiraban usando una estrategia de demora. Después de las primeras hostilidades, el Generaloberst Rendulic emitió varias órdenes para destruir la propiedad finlandesa en Laponia. El 6 de octubre, se dio una orden estricta que clasificaba como objetivos solo sitios militares o necesidades militares. El 8 de octubre, los alemanes bombardearon y dañaron gravemente las zonas industriales de Kemi. El 9 de octubre, la orden de demolición se extendió para incluir todos los edificios gubernamentales con la excepción de los hospitales. El 13 de octubre, «todas las cubiertas, instalaciones y objetos que pueden ser utilizados por un enemigo» recibieron la orden de ser destruidos en el norte de Finlandia en una estrategia de tierra quemada. Aunque era lógico que los alemanes negaran refugio a las fuerzas de persecución, tuvo un efecto muy limitado en los finlandeses, que siempre llevaban tiendas para refugiarse.

### Retirada alemana en noviembre

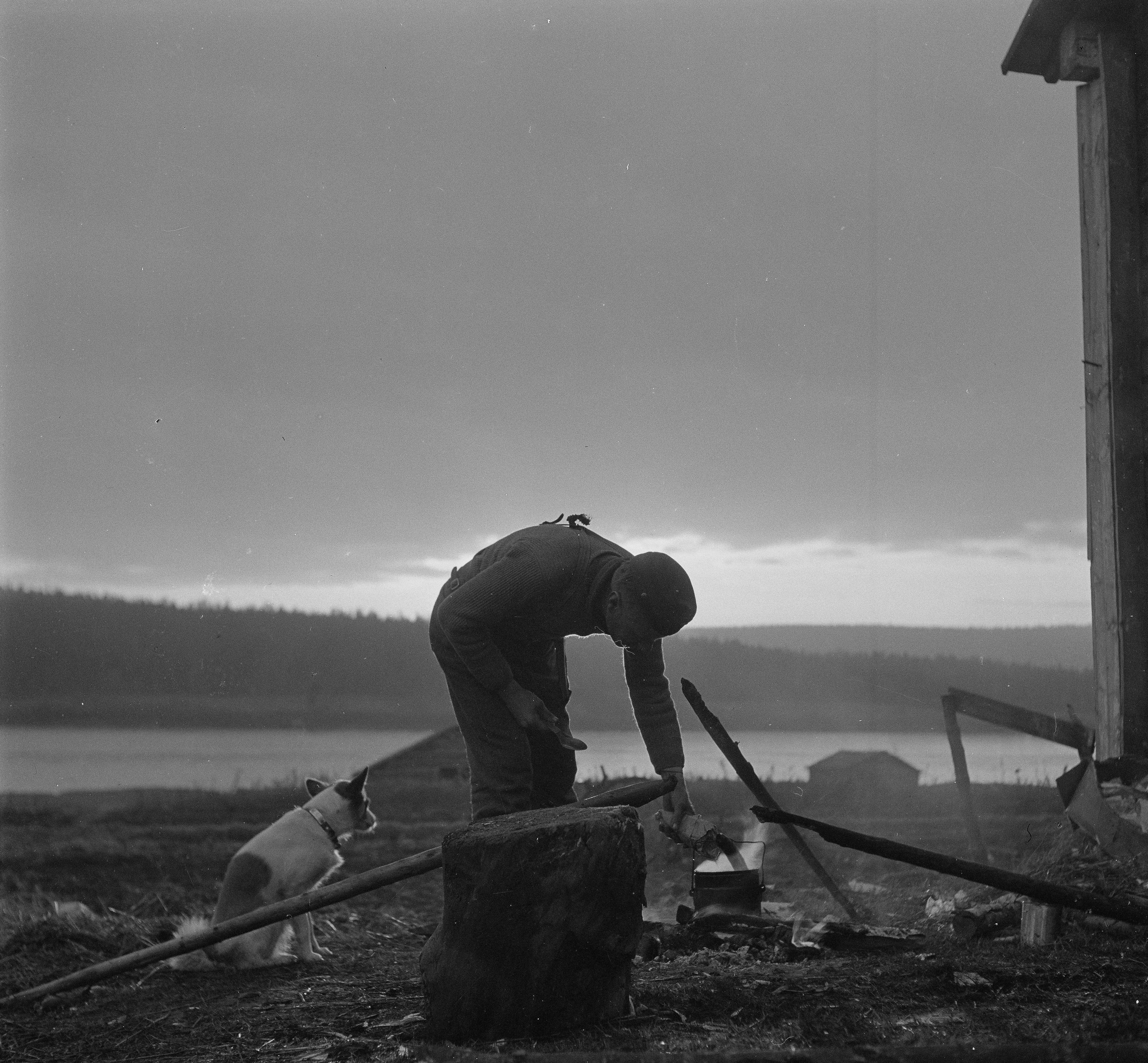
Un soldado finlandés cocinando con su perro, Hupi ("Alegría"), en Leivejoki, a 40 km (25 millas) al sur de Rovaniemi, en octubre de 1944. Hupi siguió a su amo durante tres guerras, según el fotógrafo.

Cuando los avances aliados continuaron, el alto mando alemán Oberkommando der Wehrmacht (OKW) y el 20.º Ejército de Montaña afirmaron que sería peligroso mantener posiciones en Laponia y al este del municipio de Lyngen en el norte de Noruega. Del mismo modo, el ministro de Armamentos y Producción de Guerra, Albert Speer, había determinado que las minas alemanas de níquel eran suficientes y no era necesario tener Petsamo. Comenzaron los preparativos para una mayor retirada. Hitler aceptó la propuesta el 4 de octubre de 1944 y el plan recibió el nombre en código Operación Nordlicht el 6 de octubre. En lugar de una retirada gradual del sur de Laponia a posiciones fortificadas más al norte mientras se evacuaba el material, como en la Operación Birke, la Operación Nordlicht fue una retirada rápida y estrictamente organizada justo detrás del fiordo de Lyngen en Noruega, bajo la presión de hostigar a las fuerzas enemigas. Cuando los alemanes se retiraron hacia la ciudad de Rovaniemi, un cruce de carreteras en Laponia y Noruega, el movimiento se limitó principalmente a las inmediaciones de las tres carreteras principales de Laponia, lo que restringió considerablemente las actividades militares. En general, la retirada siguió un patrón en el que las unidades finlandesas que avanzaban se encontrarían con la retaguardia alemana e intentarían flanquearlas a pie, pero la red de carreteras destruida les impidió traer artillería y otras armas pesadas. Mientras la infantería finlandesa se abría paso lentamente a través de los densos bosques y marismas, las unidades motorizadas alemanas simplemente se alejarían y tomarían posiciones más adelante en el camino.

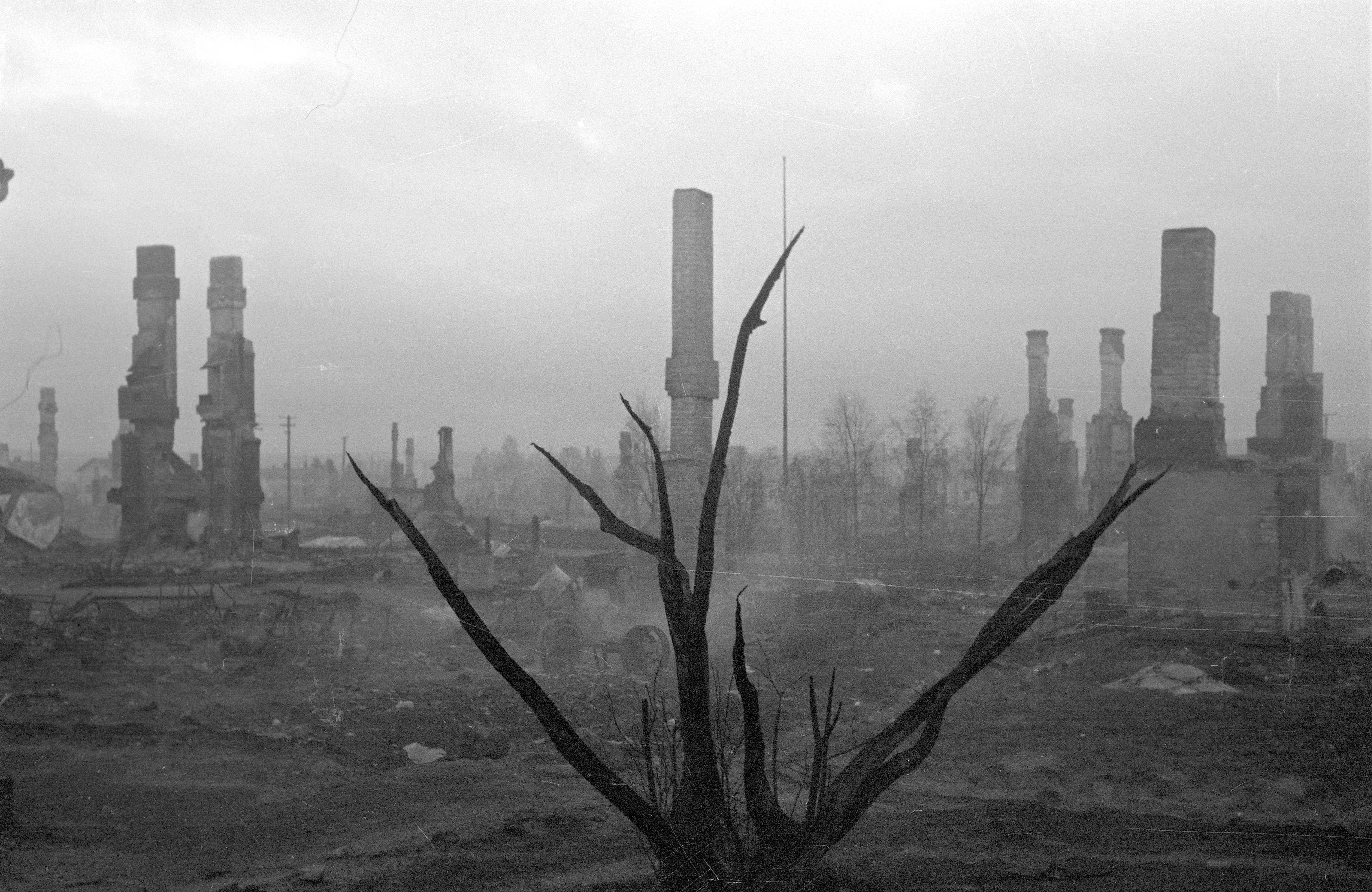
Un árbol quemado y ruinas en Rovaniemi retratadas el 16 de octubre de 1944 después de la retirada alemana.

El 7 de octubre, la Brigada finlandesa de Cazadores obligó al Regimiento Alemán de Montaña 218 a luchar contra una acción dilatoria de su horario preestablecido en Ylimaa, a unos 65 km al sur de Rovaniemi. Las fuerzas enemigas eran más o menos iguales en número y la falta de armas pesadas y el agotamiento de las largas marchas impidieron que la brigada finlandesa atrapara a los alemanes defensores antes de recibir permiso para retirarse el 9 de octubre, después de causar pérdidas sustanciales a los finlandeses. El 13 de octubre, las cosas cambiaron en Kivitaipale, a unos 20 km al sur de Rovaniemi, y solo una retirada fortuita del Regimiento de Montaña 218 salvó al Regimiento de Infantería Finlandés 33 de ser gravemente dañado. La retirada alemana permitió a los finlandeses rodear a uno de los batallones que demoraban, pero el Regimiento de Montaña 218 regresó y logró rescatar al batallón varado. Los alemanes inicialmente se concentraron en destruir edificios gubernamentales en Rovaniemi, pero el incendio se extendió y destruyó viviendas más allá de eso. Los intentos alemanes de combatir el incendio fracasaron y un tren cargado de municiones se incendió en la estación de ferrocarril el 14 de octubre, lo que provocó una explosión que extendió el fuego por los edificios principalmente de madera de la ciudad. Las primeras unidades finlandesas en llegar a las proximidades de Rovaniemi el 14 de octubre fueron componentes de la Brigada de Cazadores que avanzaba desde Ranua. Los alemanes repelieron los intentos finlandeses de capturar el último puente intacto sobre el río Kemi y luego dejaron la ciudad en su mayoría chamuscada a los finlandeses el 16 de octubre de 1944.

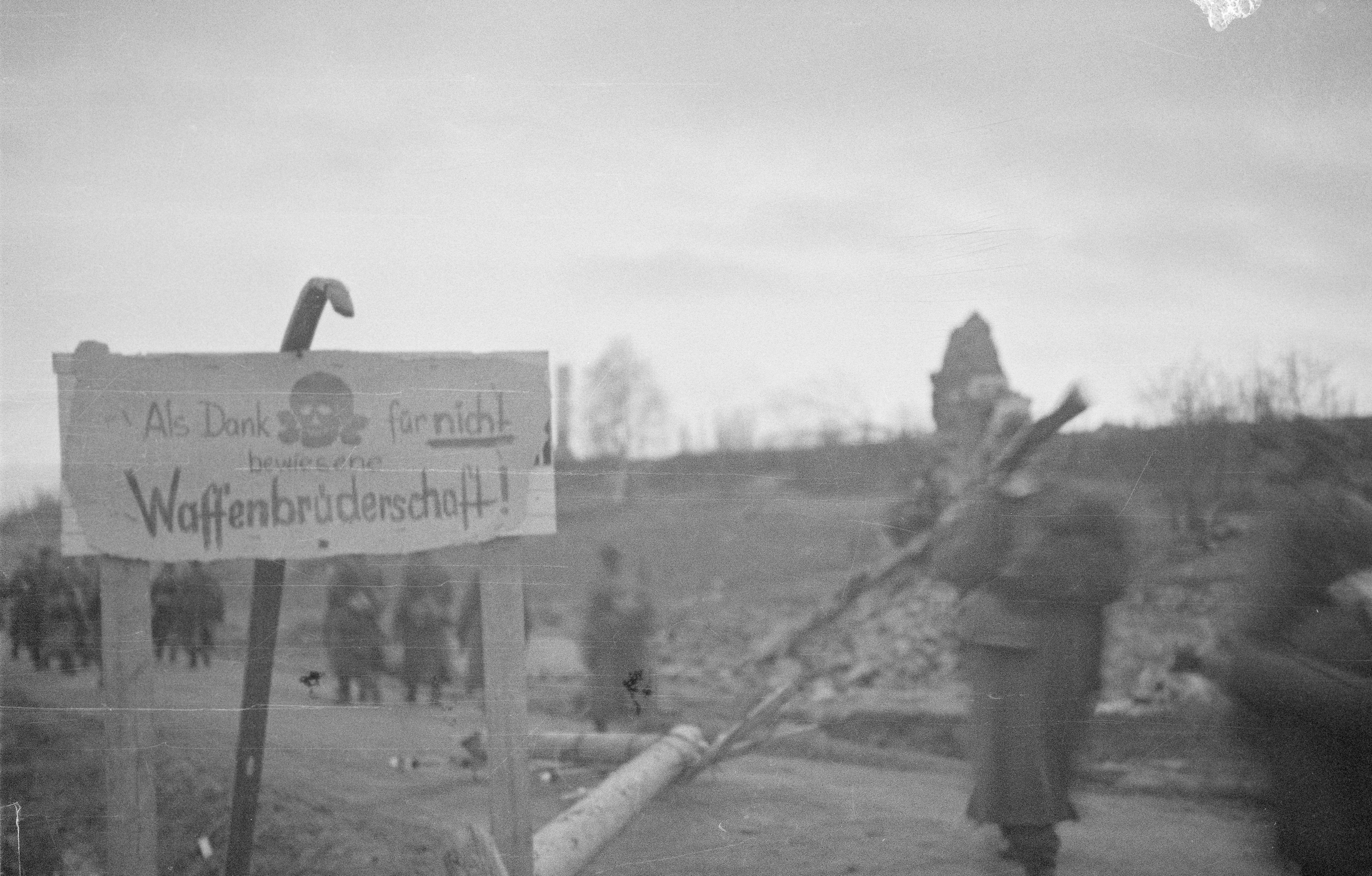
Un cartel que los alemanes dejaron en Muonio, Laponia, escrito en él se puede leer: '¡Como agradecimiento por no demostrar la hermandad de armas!'

La desmovilización finlandesa y las difíciles rutas de suministro pasaron factura. En Tankavaara, a 60 km al sur de Ivalo, apenas cuatro batallones de la Brigada finlandesa de Cazadores intentaron, sin éxito, el 26 de octubre desalojar la 169.ª División de Infantería alemana de doce batallones, atrincherados en fortificaciones preparadas. Las fuerzas finlandesas ganaron terreno solo el 1 de noviembre, cuando los alemanes se retiraron hacia el norte. Del mismo modo, el 26 de octubre en Muonio, a 200 km al sudeste de las posiciones defensivas en Noruega, la 6.ª División de Montaña SS Nord reforzada por Kampfgruppe Esch volvió a tener superioridad numérica y material con artillería y apoyo blindado. Esto impidió que la 11.ª División finlandesa ganara ventaja a pesar de las operaciones de flanqueo inicialmente bastante exitosas por parte de los Regimientos de Infantería 8 y 50. Los finlandeses planearon aislar la División de Montaña SS, marchando desde la dirección de Kittilä en el sureste, antes de Muonio y por lo tanto atraparlo dentro de un motti. La acción dilatoria del Kampfgruppe Esch y la red de carreteras destruida frustraron la estrategia finlandesa.
El Frente de Carelia Soviético, bajo el mando del general Kirill Meretskov, inició la Ofensiva Petsamo-Kirkenes el 7 de octubre y comenzó a empujar el XIX Cuerpo de Montaña hacia Noruega desde territorio soviético a lo largo de la costa ártica. Para el 25 de octubre, el frente capturó el puerto noruego de Kirkenes. El 14.º Ejército persiguió a las tropas alemanas que se retiraban al suroeste de Petsamo y Kirkenes, aproximadamente 50 km en territorio finlandés a lo largo del lago Inari. Para el 5 de noviembre, las tropas de reconocimiento soviéticas se reunieron con el ejército finlandés en Ivalo. Del mismo modo, el 26.º Ejército había seguido la retirada del XVIII Cuerpo de Montaña alrededor de 50 km sobre la frontera finlandesa en el sur de Laponia hasta Kuusamo y Suomussalmi, pero abandonó el área en noviembre. Las tropas soviéticas en Ivalo no se fueron hasta septiembre de 1945.
Para la mayoría de los propósitos prácticos, la guerra en Laponia concluyó a principios de noviembre de 1944. Después de retener a Tankavaara, los alemanes se retiraron rápidamente del noreste de Laponia en Karigasniemi el 25 de noviembre de 1944. La Brigada finlandesa de Cazadores que los perseguía, ya se había desmovilizado en su mayoría. En el noroeste de Laponia, solo cuatro batallones de tropas finlandesas quedaron el 4 de noviembre y, en febrero de 1945, apenas 600 hombres. Los alemanes continuaron su retirada, pero permanecieron en posiciones primero en el pueblo de Palojoensuu, a 150 km de Noruega, a principios de noviembre de 1944. Desde allí, se mudaron a la posición fortificada Sturmbock-Stellung a lo largo del río Lätäseno, a 100 km de Noruega, el 26 de noviembre. La 7.ª División de Montaña alemana ocupó estos puestos hasta el 10 de enero de 1945, cuando el norte de Noruega había sido despejado y las posiciones en el fiordo de Lyngen estaban ocupadas. El 12 de enero, el minador finlandés Louhi fue hundido, con la pérdida de sus diez marineros, en el Golfo de Botnia por el submarino alemán U-370 utilizando un torpedo acústico G7es. Algunas posiciones alemanas que defendían Lyngen se extendieron a Kilpisjärvi en el lado finlandés de la frontera, pero no ocurrió ninguna actividad importante. La Wehrmacht se retiró completamente de Finlandia el 27 de abril de 1945 y una patrulla de batalla finlandesa levantó la bandera en una zona donde confluyen los tres países Noruega, Suecia y Finlandia para celebrar el fin de las hostilidades.

## Consecuencias

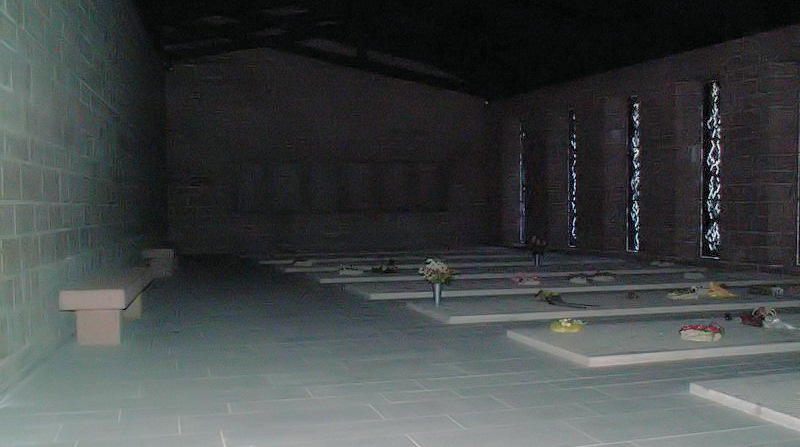
Cementerio militar alemán en Rovaniemi, Finlandia

El 20.º Ejército de Montaña retiró con éxito la mayoría de sus más de 200 000 hombres, así como suministros y equipo de Laponia para continuar defendiendo Finnmark ocupada de la Unión Soviética. Según el historiador estadounidense Earl F. Ziemke, «no tuvo paragón» como evacuación a través del Ártico en invierno. Las bajas del conflicto fueron relativamente limitadas: 774 muertos, 262 desaparecidos y 2904 finlandeses heridos. Alemania experimentó alrededor de 1000 muertos y 2000 heridos. Unos 1300 soldados alemanes fueron hechos prisioneros de guerra y fueron entregados a los soviéticos de acuerdo con los términos del armisticio. Las operaciones dilatorias alemanas dejaron Laponia devastada. Además de 3100 edificios demolidos en otras partes de Finlandia, las estimaciones de la infraestructura destruida en Laponia son las siguientes:
- 14 900 edificios que representaban el 40–46% de Laponia;
- 470 km de ferrocarril;
- 9500 km de carreteras;
- 675 puentes;
- 2800 desagües pluviales;
- 3700 km de líneas telefónicas y de telégrafos.

La reconstrucción de Laponia duró hasta principios de la década de 1950, aunque la red ferroviaria no funcionó hasta 1957. Además de la infraestructura demolida, la Wehrmacht colocó minas y explosivos en la zona. En 1973, más de 800 000 cartuchos, 70 000 minas y 400 000 explosivos de diversa índole habían sido desminados en Laponia, de un total de 1 142 000 unidades.

#### En finés
- Ahto, Sampo (1980). Aseveljet vastakkain – Lapin sota 1944–1945 [Brothers in Arms Opposing Each Other – Lapland War 1944–1945] (en finés). Helsinki: Kirjayhtymä. ISBN 978-951-26-1726-5.
- Arrela, Veli (1983). Tuhkasta nousi Lappi: Lapin jälleenrakentamista sanoin ja kuvin (en finés). Lapin maakuntaliitto. ISBN 9519947086.
- Elfvengren, Eero (2005). «Lapin sota ja sen tuhot».  En Leskinen, Jari; Juutilainen, Antti, eds. Jatkosodan pikkujättiläinen (en finés). Werner Söderström Osakeyhtiö. ISBN 978-951-0-28690-6.
- Kallioniemi, Jouni (1989). Lapin sota 1944–1945: Suursodan loppunäytös pohjoisessa (en finés). Teospiste. ISBN 952-90-1285-3.
- Kijanen, Kalervo (1968). Suomen Laivasto 1918–1968 II (en finés). Helsinki: Meriupseeriyhdistys/Otava. ISBN 978-951-95298-2-0.
- Halsti, Wolf H. (1972). Lapin Sodassa: JR 11:n mukana Oulusta Kaaresuvantoon (en finés). Helsinki: Otava.
- Kulju, Mika (2014). Lapin Sota 1944-1945 (en finés). Juva: Gummerus. p. 390. ISBN 978-951-20-9362-5.
- Kurenmaa, Pekka; Lentilä, Riitta (2005). «Sodan tappiot».  En Leskinen, Jari; Juutilainen, Antti, eds. Jatkosodan pikkujättiläinen (en finés). Werner Söderström Osakeyhtiö. ISBN 978-951-0-28690-6.
- Nevakivi, Jukka (1994). Ždanov Suomessa − Miksi meitä ei neuvostoliittolaistettu? (en finés). Otava. ISBN 951-1-13274-1.
- Ursin, Martti (1980). Pohjois-Suomen tuhot ja jälleenrakennus saksalaissodan 1944–1945 jälkeen (en finés). Pohjois-Suomen historiallinen yhdistys. ISBN 951-95472-0-7.

#### En inglés
- Jowett, Philip; Snodgrass, Brent (2012). Finland at War 1939–45 (en inglés). Bloomsbury Publishing. ISBN 9781782001560.
- Gebhardt, James F. (1989). The Petsamo-Kirkenes Operation: Soviet Breakthrough and Pursuit in the Arctic, October 1944. Combat Studies Institute, U.S. Army Command and General Staff College. ISBN 9781780392677. Archivado desde el original el 11 de febrero de 2018. Consultado el 23 de diciembre de 2019.
- Grooss, Poul (2017). The Naval War in the Baltic 1939–1945 (en inglés). Seaforth Publishing. ISBN 9781526700032.
- Jaques, Tony (2007). Dictionary of Battles and Sieges: P–Z (en inglés). Greenwood Publishing Group. ISBN 9780313335396.
- Lunde, Henrik O. (2011). Finland's War of Choice: The Troubled German–Finnish Alliance in World War II. Newbury: Casemate Publishers. ISBN 978-1-61200-037-4.
- Nenye, Vesa; Munter, Peter; Wirtanen, Toni; Birks, Chris (2016). Finland at War: The Continuation and Lapland Wars 1941–45. Osprey Publishing. ISBN 1472815262.
- Zabecki, David T. (2015). World War II in Europe: An Encyclopedia (en inglés). Routledge. ISBN 9781135812492.
- Ziemke, Earl F. (2002). Stalingrad to Berlin: The German Defeat in the East.. Center of Military History, United States Army. ISBN 1780392877.

- Datos: Q154940
- Multimedia: Lapland War / Q154940